# Вахрушев-Угольный
Вахрушев-Угольный — недействующая железнодорожная станция Сахалинского региона Дальневосточной железной дороги. Названа по расположению вблизи угольных перегрузов в одноимённом посёлке.

## История
Станция открыта в 1939 году в составе ветки от станции Вахрушев в связи с разработкой угольного месторождения.
В 1946 году ветка была включена в состав Сахалинских железных дорог под названием "Лермонтовка-Сахалинская". Позднее, в связи со строительством угольных шахт, станция получила современное название.

## Деятельность
По параграфу станция способна осуществлять небольшие грузовые отправления со складов и на открытых площадках, а также отправку грузовых вагонов с местных угольных шахт.
Пассажирское сообщение на ветке отсутствует.